# Famille de la langue des signes arabe
La famille de la langue des signes arabe est une famille de langue des signes regroupant principalement des langues des signes du Moyen-Orient arabophone. Cette « famille » n'en est peut-être pas réellement une dans le sens linguistique du terme (voir l'article « Famille de langues »), car l'existence d'un ancêtre commun n'est pas avéré. Les langues des signes algérienne, marocaine et tunisienne ne font pas partie de cette famille mais de la famille de la langue des signes française.

## Langues
Les langues des signes suivantes appartiennent probablement à cette famille :
- Langue des signes égyptienne
- Langue des signes émirati (en) (الامارات مترجمي لغة الاشارة)
- Langue des signes irakienne (العراقى مترجمي لغة الاشارة)
- Langue des signes jordanienne (الاردنية مترجمي لغة الاشارة)
  - Dialectes :
    - Langue des signes libanaise
    - Langue des signes palestinienne
    - Langue des signes syrienne
- Langue des signes koweïtienne (en) (لغة الاشارة الكويتية)
- Langue des signes libyenne
- Langue des signes saoudienne (en) (السعودية مترجمي لغة الاشارة)
- Langue des signes yéménite (en) (اليمني لغة الأشارة)

## Différences entre les langues de la famille
Al-Fityani et Padden ont réalisé une étude montrant les similarités et les différences entre la langue des signes jordanienne (LIU) et d'autres langues des signes utilisées dans des pays arabophones comme les langues des signes palestinienne (PSL), koweïtienne (KSL), libyenne (LSL) et bédouine d'Al-Sayyid (ABSL) ; avec la langue des signes américaine (ASL) comme point de référence, cette dernière étant comparée dans l'espoir qu'il y ait peu de ressemblances avec la LIU. Cependant, des professionnels jordaniens travaillant avec des personnes sourdes ont étudié aux États-Unis et quelques Jordaniens sourds ont étudié à l'Université Gallaudet, ce qui peut entraîner des emprunts lexicaux à partir de l'ASL.
|                                | PSL (en) | KSL (en) | LSL  | ABSL (en) | ASL  |
| ------------------------------ | -------- | -------- | ---- | --------- | ---- |
| Identiques                     | 35 %     | 22 %     | 16 % | 15 %      | 7 %  |
| Liés                           | 23 %     | 18 %     | 18 % | 9 %       | 10 % |
| Apparentés (identiques + liés) | 58 %     | 40 %     | 34 % | 24 %      | 17 % |
| Différents                     | 42 %     | 60 %     | 66 % | 76 %      | 83 % |

Al-Fityani et Padden concluent ces langues des signes sont des langues distinctes, pas des dialectes, et ne sont pas liés historiquement. Des similitudes dans leurs vocabulaires peuvent être attribués au partage de valeurs culturelles similaires et de répertoires gestuels. Ces résultats découlent de l'évolution historique des langues des signes dans le monde arabe qui se développent largement dans les institutions familiales, par opposition à des mesures éducatives, comme dans le modèle occidental. En effet, les systèmes éducatifs organisés dans le monde arabe sont relativement jeunes.